# Saint-Cyprien (Pirenéus Orientais)
Saint-Cyprien é uma comuna francesa na região administrativa da Occitânia, no departamento dos Pirenéus Orientais. Estende-se por uma área de 15.80 km², com 10.844 habitantes, segundo o censo de 2018, com uma densidade de 690 hab/km².